# Tomislav Janko Šagi-Bunić
Tomislav Janko Šagi-Bunić (Janko Šagi, od 1960. upotrebljava književno ime Tomislav Janko Šagi-Bunić) (Brodarovec kraj Varaždina, 2. veljače 1923. – Zagreb, 21. srpnja 1999. ) bio je jedan od vodećih hrvatskih katoličkih teologa dvadesetog stoljeća, sveučilišni profesor, franjevac kapucin. Brat franjevca kapucina, provincijala Bone Zvonimira Šagija.

## Životopis

### Mladost i obrazovanje
Šagi-Bunić je rođen u obitelji Stjepana i Ane rođ. Bunić. Nakon završetka osnovne škole odlazi u kapucinsko sjemenište u Varaždinu. Godine 1940. stupa u kapicinski novicijat u Škofjoj Loki u Sloveniji. Studij teologije završava 1949. godine na Katoličkom bogoslovnom fakultetu u Zagrebu. Doktorirao je 1951. godine radnjom Kristologija Prokla Carigradskog (434. – 446.). Od 1951. do 1952. služio je vojni rok i nakon toga sve do smrti živi i djeluje u Zagrebu. Od 1955. do 1958. godine bio je provincijal Ilirske kapucinske provincije u Hrvatskoj i Sloveniji.

### Teološki rad
Profesor Katoličkog bogoslovnog fakulteta u Zagrebu postaje akademske godine 1952/53. Za dekana Fakulteta izabran je akad. god. 1969/70, u godini proslave 300. obljetnice utemeljenja Zagrebačkog sveučilišta, zatim ponovno u više navrata. Kao dekan zalaže se za razvoj teološkog istraživanja i integraciju ove najviše crkvene visokoškolske ustanove u Hrvata sa Zagrebačkim sveučilištem. 7. prosinca 1979. Šagi-Bunić je izabran za dopisnog člana Jugoslavenske akademije znanosti i umjetnosti u Zagrebu. 
U svojstvu privatnog teologa zagrebačkog nadbiskupa, kardinala Franje Šepera, Šagi-Bunić prisustvuje svim zasjedanjima (4) Drugog vatikanskog sabora (1962. – 1965.). Postaje članom međunarodne Teološke komisije pri Kongregaciji za nauk vjere (29/4/1969). Surađuje kod osnivanja i usmjerenja Glasa Koncila (1962.), jedan je od inicijatora biltena za ekumenska pitanja Poslušni Duhu i časopisa Svesci Kršćanske sadašnjosti (1966.) čiji je glavni i odgovorni urednik do br. 19-20/1971, usko suraduje kod organiziranja Kršćanske sadašnjosti - Centra za koncilska istraživanja, dokumentaciju i informaciju (1968) i Teološkog društva Kršćanska sadašnjost, kojemu predsjeda od 1977. do kraja 1989. godine.
Makar na glasu kao najizvrsniji teolog, češće je pisao članke i knjige za široko čitateljstvo, uvijek pazeći na visoku kvalitetu sadržaja. Godinama je redovno objavljivao popularne tekstove o teologiji na trećoj stranici Glasa Koncila, najčitanijeg katoličkog glasila u Hrvatskoj.
O životu i djelovanju Šagi-Bunića 2013. godine snimljen je dokumentarni film autora i scenarista Augustina Bašića, te redatelja Nevena-Mihaela Dianeževića.

## Djela
Nepotpun popis djela Šagi-Bunića.
- Kristologija Prokla Carigradskog (434. – 446.) (doktorski rad, 1951./2009.)
- Kršćanstvo ne može biti umorno: 25 govora održanih u zagrebačkoj katedrali (1962.)
- Ali drugog puta nema, uvod u misao Drugog vatikanskog koncila (1969.)
- Nema privatnoga Boga, razmišljanja o temeljnim usmjerenjima kršćanske egzistencije (1970.)
- Crkva i domovina (1970.)
- Izazov starih (1972.)
- Povijest kršćanske literature (1976.)
- Vrijeme suodgovornosti I-II (1981. – 1982.)
- Katolička crkva i hrvatski narod (1983.)
- Bogu nije nitko nevažan (1983.)
- Četiri poruke sv. Leopolda Bogdana Mandića: uz njegovu kanonizaciju (1983.)
- Bog Otac Sabaot (članak, 1999.)
- Euharistijski put svetog Leopolda Bogdana Mandića (1984., 2000.)
- Euharistija u životu Crkve kroz povijest (1984.)
- Motriti lice Očevo (2000.)

## Nagrade
- 1994. Državna nagrada za znanost za životno djelo

## Vanjske poveznice
Mrežna mjesta
- Radovi T. J. Šagi-Bunića  Arhivirana inačica izvorne stranice od 9. ožujka 2021. (Wayback Machine) na Hrčku
- T. J.  Šagi Bunić, Kristologija Prokla Carigradskog  Arhivirana inačica izvorne stranice od 8. prosinca 2013. (Wayback Machine), www.verujem.org
- T. J.  Šagi Bunić, Povijest kršćanske literature, www.scribd.com